# Styphnolobium
Styphnolobium és un petit gènere amb tres o quatre espècies. És dels pocs gèneres de fabàcies que no fa la fixació del nitrogen mitjançant bacteris simbiòtics a les arrels. Són arbrets o arbusts. Abans s'incloïa en el gènere Sophora. Difereix del gènere relacionat Calia (mescalbeans) per ser caducifoli i flors en raïms axil·lars i no terminals. Les fulles són pinnades amb 9-21 folíols i les flors són raïms pèndols.

## Taxonomia
1. Styphnolobium affine (Torr. & A. Gray) Walp., el Coralbean o Eve's Necklace (sinònim Sophora affinis) nadiu de Texas, Oklahoma, Arkansas i Louisiana.
2. Styphnolobium japonicum (L.) Schott, L'Arbre Pagoda sinònim:Sophora japonica), nadiu de l'est d'Àsia (principalment la Xina) és un arbre ornamental molt popular.
3. Styphnolobium monteviridis nadiu d'Amèrica Central.